# ذراع المبتع (يهر)

تعديل مصدري - تعديل

ذراع المبتع هي إحدى قرى عزلة يهر بمديرية يهر التابعة لمحافظة لحج، بلغ تعداد سكانها 67 نسمة حسب تعداد اليمن لعام 2004.